# Geyer Flórián dala
Geyer Flórián frank származású nemes, az 1524–25-ös német parasztháború egyik vezére. Geyer Flórián dala a parasztok egyik lelkesítő éneke. Az 1920-as években a munkásmozgalom, később az SS, majd az NVA kedvelt dala volt. A dalnak Magyarországon is több szövegváltozata létezett. A második világháború után pl. „A föld teremtésének kezdetén” „A földön emberélte kezdetén”-re változott.

## Kotta és dallam
| A föld teremtésének kezdetén, sej, haj, hahó, nem volt gazdag akkor és szegény, sej, haj, hahó. Rajta hát, szúrd és vágd, vezesd a parasztok rohamát. sej, haj, hahó. | A földnek kérges népe mi vagyunk, hej, hó hahó! Tovább ülni nyakunkon nem hagyunk, hej, jó hahó! Rajta hát…  |
| A harcunk nincsen jó vezér híján, hej, hó hahó! Vezérel minket Geyer Flórián, haj, hó hahó! Rajta hát…                                                                | Levertek, elvesztettük nagy csatánk, hej, hó, hahó! De győzedelmes lesz az unokánk, hej, jó hahó! Rajta hát… |

## Felvételek
- WSS- Geyer Florian dala. YouTube (2015. október 18.)  (Hozzáférés: 2017. január 18.) (audió, magyar szövegfelirattal)  „Geyer Flórián az SS szimbolikus figurájává vált, így egy lovashadosztályt neveztek el róla. A hadosztály a Budapestért vívott harcban megsemmisült.”
- Geyer Flórián dala (A Földön emberélet kezdetén...). Lehel György  YouTube (1998. szeptember 28.)  (Hozzáférés: 2017. január 18.) (audió)
- Geyer Flórián dala. Csapó Károly, Magyar Állami Népi Együttes Ének- és Zenekara, vezényel Pászti Miklós  YouTube (1970. szeptember 3.)  (Hozzáférés: 2017. január 18.) (audió)
- Geier Florián dala. Behár György, Magyar Rádió Zenekara, vezényel Darázs Árpád  YouTube (1954. augusztus 14.)  (Hozzáférés: 2017. január 18.) (audió)
- Florian Geyer Marsch. YouTube (2010. június 14.)  (Hozzáférés: 2017. január 18.) (audió, képsorozat)